# Regimentul Războieni No. 15
 Regimentul Războieni No. 15 a fost o unitate de infanterie, de nivel tactic, din trupele permanente ale Armatei României. Unitatea a fost înființată la ianuarie 1877 și desființată la 1 decembrie 1951. Pe timp de pace a făcut parte din organica Brigăzii 13 Infanterie, fiind dislocat la pace în garnizoana Piatra Neamț. La mobilizare, regimentul constituia încă o unitate, Regimentul 65 Infanterie, din rezerviști proveniți din Cercul de recrutare „Războieni”.
De-a lungul timpului o serie de personalități civile și militare au servit în cadrul regimentului, cei mai cunoscuți fiind generalii Alexandru Anastasiu, Nicolae Rujinschi și Dumitru Coroamă, precum și scriitorii Mihail Sadoveanu și Nicolae Vulovici. 
Gara Războieni îi poartă numele.

## Al Doilea Război Mondial
Regimentul 15 Infanterie a fost mobilizat din nou în iunie 1941, participând la acțiunile militare pe toată perioada celui de-Al Doilea Război Mondial, între 22 iunie 1941 - 9 mai 1945, în cadrul Brigăzii 7 Infanterie din Divizia 7 Infanterie.:pp. 9-12

## Distincții și recunoașteri
- Crucea „Trecerea Dunării”, (1878)
- Ordinul „Steaua României”, (1918)

## Personalități legate de regiment
- Generalul Ernest Broșteanu, fost ofițer al regimentului, mai târziu comandant al Diviziei 11 infanterie
- Locotenentul Mihail Sadoveanu (concentrat anterior în regiment în anii 1913-1914)[2]
- Poetul căpitan Nicolae Vulovici, căzut la datorie pe 8 septembrie 1916, la Miercurea Ciuc.[3]
- Colonelul Gheorghe Ante, publicist[4] și poet.[5]
- Golonelul Gheorghe Răscănescu

## Comandanți
Regimentul a avut următorii comandanți:  
- Colonel Emil Romanescu, 1 aprilie 1911 - 30 noiembrie 1914
- Colonel Alexandru Anastasiu, 1 decembrie 1914 - 31 martie 1915
- Colonel Nicolae Rujinschi, 1 aprilie 1915 - 14 august 1916
- Locotenent-colonel Teodor Pirici, 31 martie 1916 – 1 iunie 1918
- Colonel Alexandru Calmuschi, 1 iunie 1918 - 1 aprilie 1919
- Colonel Gheorghe Iordănescu, 1 aprilie 1919 - 16 noiembrie 1920